# K. C. Rivers
Kelvin Creswell "K.C." Rivers (Charlotte, 1 de Março de 1987) é um basquetebolista profissional estadunidense que atualmente joga pelo Panathinaikos Atenas na Liga Grega e na Euroliga.